# Преттигау-Давос (округ)
Преттигау-Давос (нем. Prättigau/Davos) — бывший округ в Швейцарии.
Существовал до 2015 года. Входил в кантон Граубюнден. 1 января 2016 года был образован новый регион Преттигау-Давос, в который вошли все коммуны округа Преттигау-Давос.
Занимает площадь 823,82 км². Население — 25 539 чел. Официальный код — 1830.

## Коммуны округа
| Район Давос | Район Давос | Район Давос      | Район Давос | Район Давос     |
| Герб        | Коммуна     | Население (2005) | Площадь км² | Официальный код |
| ----------- | ----------- | ---------------- | ----------- | --------------- |
| Давос       | Давос       | 10 817           | 254,41      | 3851            |

| Район Енац | Район Енац | Район Енац       | Район Енац  | Район Енац      |
| Герб       | Коммуна    | Население (2005) | Площадь км² | Официальный код |
| ---------- | ---------- | ---------------- | ----------- | --------------- |
| Фидерис    | Фидерис    | 592              | 25,36       | 3861            |
| Фурна      | Фурна      | 226              | 33,32       | 3862            |
| Енац       | Енац       | 1148             | 25,91       | 3863            |

| Район Клостерс   | Район Клостерс   | Район Клостерс   | Район Клостерс | Район Клостерс  |
| Герб             | Коммуна          | Население (2005) | Площадь км²    | Официальный код |
| ---------------- | ---------------- | ---------------- | -------------- | --------------- |
| Клостерс-Зернойс | Клостерс-Зернойс | 3889             | 193,10         | 3871            |

| Район Кюблис | Район Кюблис | Район Кюблис     | Район Кюблис | Район Кюблис    | Район Кюблис |
| Герб         | Коммуна      | Население (2005) | Площадь км²  | Официальный код |              |
| ------------ | ------------ | ---------------- | ------------ | --------------- | ------------ |
| Контерс      | Контерс      | 225              | 18,40        | 3881            |              |
| Кюблис       | Кюблис       | 797              | 8,14         | 3882            |              |
| Зас          | Зас          | 757              | 26,71        | 3883            |              |

| Район Луцайн   | Район Луцайн   | Район Луцайн     | Район Луцайн | Район Луцайн    |
| Герб           | Коммуна        | Население (2005) | Площадь км²  | Официальный код |
| -------------- | -------------- | ---------------- | ------------ | --------------- |
| Луцайн         | Луцайн         | 1164             | 31,60        | 3891            |
| Санкт-Антёниен | Санкт-Антёниен | 360              | 52,28        | 3893            |

| Район Ширс | Район Ширс | Район Ширс       | Район Ширс  | Район Ширс      |
| Герб       | Коммуна    | Население (2005) | Площадь км² | Официальный код |
| ---------- | ---------- | ---------------- | ----------- | --------------- |
| Грюш       | Грюш       | 1242             | 10,02       | 3961            |
| Ширс       | Ширс       | 2418             | 61,66       | 3962            |

| Район Зевис        | Район Зевис        | Район Зевис      | Район Зевис | Район Зевис     | Район Зевис                           |
| Герб               | Коммуна            | Население (2005) | Площадь км² | Официальный код | Примечание                            |
| ------------------ | ------------------ | ---------------- | ----------- | --------------- | ------------------------------------- |
| Фанас              | Фанас              | 385              | 21,84       | 3971            | 1.01.2011 вошла в состав коммуны Грюш |
| Зевис-им-Преттигау | Зевис-им-Преттигау | 1390             | 49,63       | 3972            |                                       |
| Вальцайна          | Вальцайна          | 129              | 11,44       | 3973            | 1.01.2011 вошла в состав коммуны Грюш |